# Criminalité à Mayotte

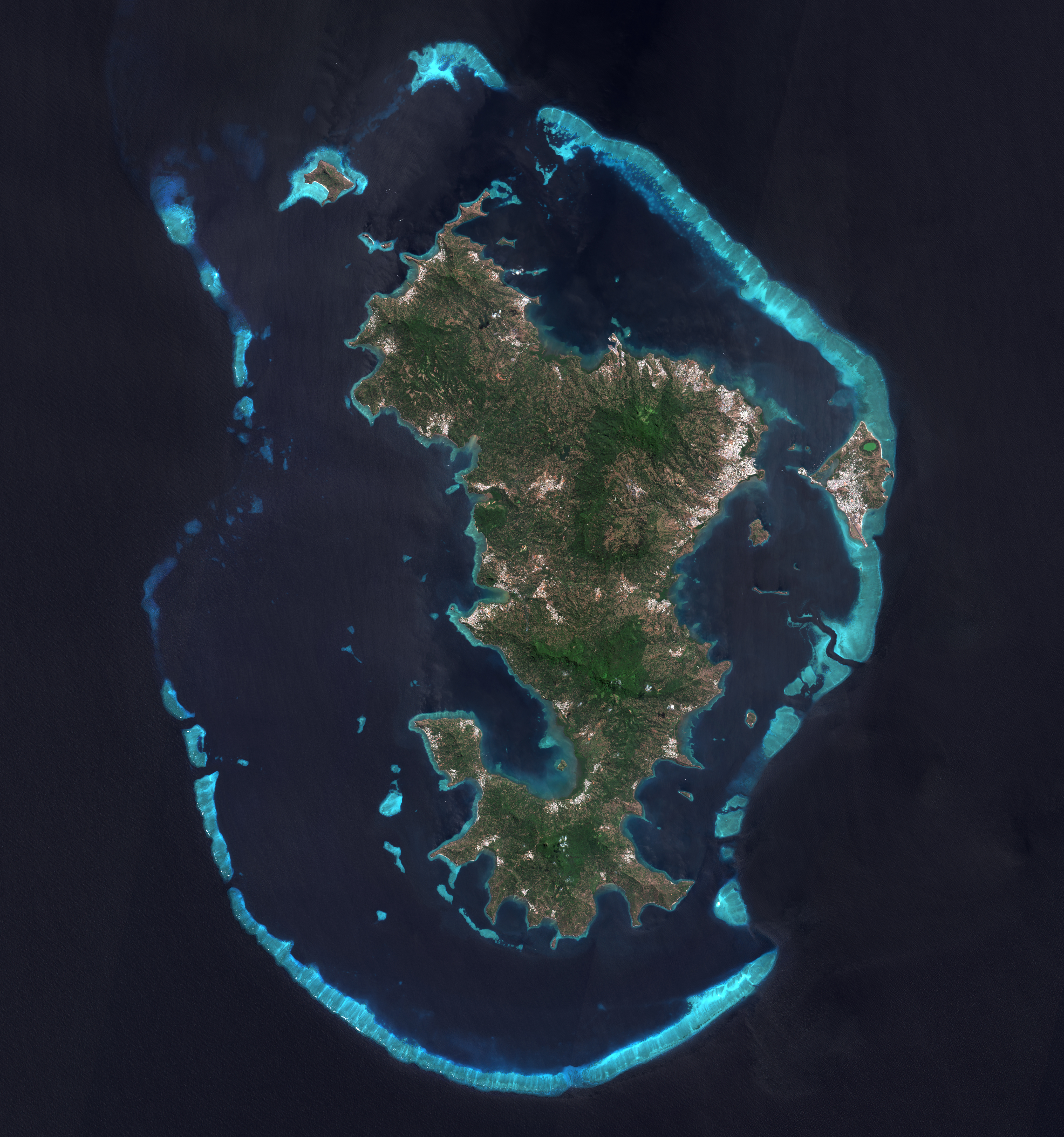
Mayotte vue par le satellite Sentinel-2, en 2021.

La criminalité à Mayotte est l’ensemble des crimes commis sur l’ile de Mayotte, département français le plus pauvre et marqué par le plus fort taux de délinquance.

## État de lieux
Un rapport d’information sur la sécurité à Mayotte, déposé par quatre sénateurs français de la droite et du centre au cours du mois d’octobre 2021, fait état d’« une très forte augmentation, depuis 2008, du nombre de faits de délinquance commis à Mayotte ». Mayotte est depuis sa départementalisation en 2011 le département français avec le plus fort taux de délinquance. On note cependant un taux de criminalité inférieur aux autres départements d'outre-mer (notamment la Guyane), sans doute lié à l'absence relative de grandes organisations criminelles et de trafic d'armes ou de stupéfiants.
Mayotte est particulièrement victime de cambriolages, atteignant en 2016 près de deux faits pour cent logements. L'île est également le premier département français pour les coups et blessures volontaires (hors sphère familiale), atteignant 5,1 faits pour 1 000 habitants en 2016, et un total de 1 838 faits déclarés en 2017 (pour une population de 256 518 habitants, soit une agression pour 139 habitants). Une partie de ces violences sont à imputer aux rixes intervillageoises et autres bagarres de bandes de jeunes.
Mayotte était cependant seconde ex-aequo en matière de vols avec violence (3,3 pour 1 000 habitants), derrière la Guyane et à égalité avec la Guadeloupe (contre 1,5 ‰ en Métropole et 1,4 ‰ à la Réunion).
En 2018 ou 2019, 18 % des ménages déclarent avoir été victimes d’un cambriolage ou d’un vol sans effraction, soit quatre fois plus qu’en France métropolitaine, Une personne sur dix déclare avoir subi une violence physique au cours des deux dernières années. En 2021 un adolescent de 14 ans a été retrouvé assassiné sur Petite-Terre. un autre adolescent de 15 ans a été tué à l’arme blanche également, toujours par une bande de jeunes. Selon le service statistique ministériel de la sécurité intérieure (SSMSI), « le nombre annuel de coups et blessures volontaires sur personnes de 15 ans ou plus est passé de 594 en 2008 à 1 506 en 2019, soit une hausse de 153,5 %», et que « celui de vols violents a crû de 263,8 %, pour atteindre 1 049 faits en 2019 ».
Dans une note publiée en 2021, l’Insee évoque à propos du département une « délinquance hors norme ».
Lors du festival international des arts Sanaa, qui a lieu le samedi 3 septembre 2022 à Mamoudzou, dont 8 000 personnes étaient rassemblées sur une place, plus de 2 000 sont restées bloquées à l’extérieur du périmètre de sécurité. Une bagarre a éclaté dans le concert du rappeur Niska, faisant une dizaine de blessés toujours par une bande de jeunes.
Selon CheckNews de Libération, « l’insécurité est depuis des années un sujet de préoccupation majeur à Mayotte ». L'insécurité prononcée sur le territoire a déclenché régulièrement des mouvements sociaux, notamment en 1993, 2001, 2011 et 2018.

## La question des mineurs
Une statistique préoccupante à Mayotte est le nombre de mineurs délinquants, en hausse continue depuis la départementalisation : 1 505 mineurs ont ainsi été placés en garde à vue en 2017 (30,3 % des mis en cause), mais leur âge et leur nombre limitent les possibilités de mesures coercitives. Un centre éducatif renforcé, l'action éducative en milieu ouvert (AEMO) a ouvert en 2018, avec 400 places. 
Plus de la moitié de la population de l'île est mineure, et la ministre Nicole Belloubet estime à « entre 3 000 et 6 000 » le nombre de mineurs isolés, sans aucun tuteur légal (parents expulsés ou décédés, enfants abandonnés...). Seulement « une infime partie » est prise en charge par l'Aide sociale à l'enfance (ASE).

## Causes
Certains chercheurs contestent l'idée présente au sein de l'administration selon laquelle la violence à Mayotte serait principalement due à l'immigration : ils avancent que cette violence s'enracinerait surtout dans la détresse sociale due à des choix politiques liés à la départementalisation. Pour Nina Sahraoui, ce sont les politiques publiques elles-mêmes qui produisent la délinquance à Mayotte.
Deux autres articles récents s'intéressent à la question de la criminalité à Mayotte et à ses causes. Le premier, publié en 2024, consiste en une étude de 98 dossiers d'auteurs présumés dans des affaires de violence, menée par Elie Letourneur, Erwann Gouadon et Malika Mansouri. Les résultats mettent en lumière que les profils des auteurs sont souvent comparables, avec des jeunes gens de moins de 25 ans principalement issus de milieux très défavorisés, socialement exclus et sans activité. Les auteurs relèvent des diagnostics fréquents de psychopathie, autour de 30%. Pourtant, ces jeunes auteurs agissent souvent en groupe, fragilisant la pertinence du diagnostic de psychopathie, qui est normalement considérée comme une incapacité au lien social. Ils notent que ces diagnostics peuvent concerner des mineurs, ce qui est en contradiction avec les classifications internationales et toutes le préconisations des autorités de santé nationales et internationales. Pour expliquer cette prévalence élevée des diagnostics de psychopathie, ils questionnent les représentations des experts psychiatres qui les prononcent, et émettent l'hypothèse que cette "pathologisation" des comportements est une manière, pour les professionnels, de sortir du champ humain des sujets dont les violences sont particulièrement bouleversantes. Enfin les auteurs questionnent l'héritage colonial et les représentations des professionnels venus de métropole pour expertiser les mis en cause. Ils concluent que l'usage du diagnostic de psychopathie pourrait renvoyer à des incompréhensions interculturelles et à la difficulté, pour les professionnels occidentaux, de saisir les enjeux sociaux des comportements de violence à Mayotte. 
Le second article, publié en 2025, est une étude quantitative de 613 dossiers de victimes en procédure pénale à Mayotte, portée par Elie Letourneur, Ada Pouye et Malika Mansouri. Elle traite des mécanismes sous-jacents de la victimation à Mayotte, et met en lumière une prévalence des rapports de pouvoirs. Dans une société mahoraise décrite comme segmentée et compartimentée par les origines et le statut social et administratif, les infractions sont souvent liées à des rapports de domination. Elles sont aussi dépendantes des origines géographiques. Les Mahorais sont plus souvent victimes de violences physiques, alors que les métropolitains sont plus fréquemment victimes de vols et de cambriolages. Les personnes nées aux Comores et à Mayotte sont, par ailleurs, les plus exposées aux violences sexuelles. Les petites filles et les adolescentes sont les plus vulnérables pour les violences sexuelles, et les auteurs se servent de différents moyens d'autorité pour cela (autorité liée à la place dans la famille, au statut d'adulte, à l'argent ou à la situation administrative). Les auteurs font le lien entre la structure très hiérarchisée de la société contemporaine de Mayotte, qui rappelle à de nombreux égards celle des anciennes colonies décrites par la littérature, et notamment par Frantz Fanon. 